# Can Duc
|  | Per a altres significats, vegeu «Can Duc (Maçanet de Cabrenys)». |

Can Duc o Can Duch és un edifici al municipi d'Anglès inclòs en l'Inventari del Patrimoni Arquitectònic de Catalunya. Can Duch fou una antiga casa senyorial que, durant el segle xx, fou un herbolari.
Edifici de tres plantes entre mitgeres i coberta de dues aigües a façana del costat esquerre del carrer Major.
La planta baixa té tres obertures, dues finestres d'obra amb els angles superiors arrodonits i la porta principal, centralitzant la façana, emmarcada amb dovelles de pedra sorrenca i amb forma d'arc de mig punt.
El primer pis té dues finestres i un balcó. Les finestres d'obra, de petita grandària, també tenen les cantonades interiors i superiors arrodonides. L'obertura del balcó, situat a sobre de la porta principal, està emmarcat de pedra sorrenca. Té els muntants fets de blocs escairats i els blocs de les impostes amb relleus de decoració floral en forma de fris i una llinda monolítica. El balcó està decorat amb ferro forjat amb barrots senzills que alternen formes d'espiral i prismes quadrats.
El segon pis té dues obertures emmarcades de pedra granítica de la mateixa mida que les del pis inferior. Tenen les llindes monolítiques i les impostes avançades i retallades a la part inferior amb forma de quart de cercle. La finestra del costat dret té un ampit emergent i treballat. Sobre el ràfec senzill s'alça una terrassa i una balconada de rajols en forma reticular.